# 린즈성
린즈성 (林智勝, 아미어: Ngayaw·Ake' 응가야우 아케, 1982년 1월 1일 ~)은 중화민국의 프로야구 선수이자 웨이취안 드래건스의 내야수이다.
천진펑 이후 최고타자라는 평가를 받고 있다. 2015년 중화 직업봉구 대연맹 역사상 처음으로 30-30클럽에 가입한 호타준족이다.
2006년 아시아 시리즈에서 라뉴베어스 시절 한국 우승팀인 삼성 라이온즈의 임창용 선수에게 역전 투런홈런을 때려내 패배를 안겼고, 2012 아시아 시리즈에서도 삼성에 영봉패를 안기는 결승타를 날렸다.
2006년, 2013년 WBC와 2004년, 2008년 올림픽 대표를 지냈다.
2010시즌을 마치고 처음으로 도입된 FA를 맞아 해외진출을 시도했지만, 실패하고 자국팀 라미고 몽키스와 5년 3000만 위엔(약 11억 5300만원)에 계약했다.
2015시즌 최고의 한 해를 보내고 2번째 FA를 맞게 된 린즈성은 다시 한번 해외진출을 추진중이며, 특히 한국행을 강력히 원했지만, 실패한 뒤 자국팀인 중신 브라더스와 계약했는데 2015년 6월 20일부터 2016년 6월 14일까지 109경기 연속 출루 기록으로 역대 세계 프로야구 최고 출루 기록을 보유하고 있다.
2021시즌이 끝나고 자유계약선수로 풀려 웨이취안 드래건스로 이적했다.
1. ↑  강윤지 (2017년 6월 9일). “[MK포커스] ‘KBO리그 안 개구리’ 넘어선 당당한 세계기록들”. MK스포츠. 2021년 3월 11일에 확인함.